# О спорт, ты — мир!
«О спорт, ты — мир!» — советский полнометражный художественно-документальный фильм 1981 года о XX летних Олимпийских играх 1980 года в Москве, снятый большой группой кинематографистов под руководством режиссёров Юрия Озерова и Бориса Рычкова. Заказ Международного олимпийского комитета.
Название фильма заимствовано из «Оды спорту» основателя Олимпийских игр современности Пьера де Кубертена.

## Сюжет
Зажжение олимпийского огоня в греческой Олимпии 19 июня 1980 года — за месяц до открытия Игр. Эстафета огня длиной в 5000 км. Пересечение границы Советского Союза в районе посёлка Леушены Молдавской ССР.
Церемония открытия на Большой спортивной арене Центрального стадиона имени В. И. Ленина 19 июля, эстафета олимпийского огня от легкоатлета Виктора Санеева баскетболисту Сергею Белову, зажёгшего Олимпийскую чашу.
Хроника Олимпийских игр.
Церемония закрытия Игр 3 августа.

## Создание
Специально для производства фильмов о Московских Олимпийских играх на киностудии «Мосфильм» создали творческое объединение «Олимпиада-80», которое возглавил Юрий Озеров. «Разминкой» для Юрия Озерова и его группы послужила лента, посвящённая VII летней Спартакиаде народов СССР — «Баллада о спорте» (1980). Уже тогда к съёмкам на разных объектах спортивных соревнований были привлечены кинематографисты с разных киностудий страны. Масштаб Олимпийских игр, включавший двадцать один вид спорта, и место проведения — помимо Москвы также Таллин, Киев, Минск — потребовали создание ещё большего количества операторских групп, всего были привлечены 89 операторов, как художественного, так и неигрового кино.
Над анимационным прологом об истории Олимпийских игр работала группа мультипликаторов под началом Фёдора Хитрука.

## Съёмочная группа
- Авторы сценария: Юрий Озеров, Борис Рычков
- Главный режиссер-постановщик: Юрий Озеров
- Режиссер-руководитель документальных съемок: Борис Рычков
- Режиссёр мультипликации: Фёдор Хитрук
- Главный оператор-постановщик: Николай Олоновский
- Главный оператор документальных съёмок: Лев Максимов
- Главный оператор-координатор: Михаил Ошурков

Главные операторы по видам спорта
- Юрий Александров
- Владимир Воронцов
- Вадим Донец
- Лев Зильберг
- Георгий Епифанов
- Арво Вилу
- Александр Истомин
- Сергей Киселёв
- Анатолий Климентьев
- Хазби Короев
- Валдис Крогис
- Рубен Петросов
- Ханс Роозипуу
- Георгий Серов
- Виктор Старошас
- Виктор Усанов
- Евгений Федяев
- Иван Филатов
- Владимир Цеслюк

Операторы
- Владимир Альтшулер
- Юрий Артамонов
- Амина Ахметова
- Арвидас Баронас
- Антанас Ближа
- Владимир Боганов
- Юрий Буслаев
- Алексей Бялик
- Олег Воинов
- Валерий Владимиров
- Николай Виноградский
- Сергей Вронский
- Юрий Гантман
- Юрий Горулёв
- Эмиль Гулидов
- Евгений Гуслинский
- Александр Гутман
- Аскар Джамгерчинов
- Фёдор Добронравов
- Михаил Дороватовский
- Константин Дурнов
- Вячеслав Извеков
- Тоомас Кирделахт
- Сергей Кузминский
- Игорь Кузнецов
- Валентин Корсунов
- Тойво Кузьмин
- Ян Кусля
- Валерий Ловков
- Геннадий Лысяков
- Виктор Маев
- Валентин Макаров
- Виктор Макаров
- Евгений Марфель
- Михаил Масс
- Дмитрий Масуренков
- Владислав Микоша
- Александр Минаев
- Валерий Никонов
- Юрий Оржеховский
- Нодар Палиашвили
- Юрис Подниекс
- Захариюс Путиловас
- Кабул Расулов
- Юрий Руденко
- Даврон Салимов
- Виктор Сёмин
- Вячеслав Сёмин
- Игорь Скачков
- Игорь Скидан-Босин
- Игорь Слабневич
- Алексей Темерин
- Алексей Учитель
- Эдгар Уэцкий
- Сергей Черкасов
- Владимир Чупрынин
- Валерий Чуря
- Герман Шатров
- Виктор Шейнин
- Римтаутас Шилинис
- Виктор Школьников
- Вадим Юсов
- Алоизас Янчорас

- Художники-постановщики: Александр Мягков, Владимир Зуйков, Людмила Кошкина
- Композиторы: Александра Пахмутова, Шандор Каллош (музыка к мультипликации)
- Главный звукооператор: Виктор Бабушкин
- Автор текста и песен: Николай Добронравов
- Закадровый текст: Николай Озеров
- Музыкальный редактор: Раиса Лукина

Мультипликаторы
- Владимир Вышегородцев
- Татьяна Зворыкина
- Галина Зеброва
- Виолетта Колесникова
- Александр Мазаев
- Татьяна Макарова
- Юрий Норштейн
- Татьяна Померанцева

## Музыка
Произведения Александры Пахмутовой, звучащие в киноленте, в том же году были выпущены фирмой «Мелодия» на грампластинке «Птица счастья» (С60-16489-90).
- «Утро большого города» (Оркестр Госкино СССР, дирижёр Сергей Скрипка)
- «Птица счастья» (ВИА «Здравствуй, песня!»)
- «Диалог» (Оркестр Госкино СССР, дирижёр С. Скрипка)
- «Знойная дорога» (Оркестр Госкино СССР, дирижёр С. Скрипка)
- «До свиданья, Москва» (Лев Лещенко, Татьяна Анциферова)
- «Шествие» (Оркестр Госкино СССР, дирижёр С. Скрипка)
- «Нам не жить друг без друга» (Александр Градский, инструментальный ансамбль)
- «Миг удачи» (Московский камерный хор, художественный руководитель В. Минин; Оркестр Госкино СССР, дирижёр С. Скрипка)
- «Элегия» (Оркестр Госкино СССР, дирижёр С. Скрипка)
- «Мне с детства снилась высота» (Александр Градский, инструментальный ансамбль)
- «Стадион моей мечты» (Муслим Магомаев, ВИА «Пламя»)

## Награды
В 1982 году создатели фильма были удостоены Государственной премии СССР.
Лента выдвигалась от Советского Союза на премию «Оскар» в категории «Лучший фильм на иностранном языке», но не смогла войти в число номинантов.

## Отзывы
Экранное воплощение главного спортивного праздника СССР 1980 года обозреватель «Левой России» находит замечательным:
То была официальная, пропагандистская картина (что в данном случае ничуть не умаляет её достоинств), в которой нашло яркое выражение советское представление о спорте как о «посланце мира и дружбы между народами» и одном из средств «воспитания здоровой и гармонично развитой личности в эпоху развитого социализма».Илья Иоффе, «Левая Россия» октябрь 2006
…элементы, без которых не обходится никакое первенство (от парусных регат до дзюдо и вольной борьбы, от тяжёлой атлетики до художественной гимнастики и футбола), — не единственное, что привлекло внимание чутких кинематографистов. Не устаёшь поражаться их наблюдательности, неутомимому желанию всматриваться и всматриваться в человека — в человека борющегося, собирающего в кулак волю в стремлении к победе, превозмогающего физическую боль, поглощённого нахлынувшими чувствами радости или, наоборот, досады.Евгений Нефёдов, AllOfCinema.com ноябрь 2018